# 세종FM
세종FM 98.9MHz는 세종특별자치시를 방송 권역으로 하는 대한민국의 공동체 라디오 방송이다.

## 방송 개요
- 사단법인 세종공동체라디오방송(이하 세종FM)는 대한민국의 공동체 라디오(소출력 FM 라디오) 방송이다.
- 세종FM은 세종특별자치시를 방송 권역으로 FM 98.9MHz 주파수를 통해 송출한다.
- 법인명은 사단법인 세종공동체라디오방송이다.
- 채널명은 세종FM이다.
- 연주소는 세종특별자치시 국책연구원2로 18 (반곡동, 알파타워) 311호이다.
- 송신소는 세종특별자치시 나성북1로 51 나릿재마을 6단지이다.
- 주파수는 98.9MHz이다.
- 청취자는 세종특별자치시 거주자 및 상주자이다.

## 연혁
- 2022년 7월 22일 개국.